# Années 1480
Les années 1480 couvrent la période de 1480 à 1489.

## Évènements
- 1480-1546 : progrès de l'islam à Java à partir de Demak[1].
- 1480 : grande halte sur la rivière Ougra ; la grande-principauté de Moscou affirme son indépendance vis-à-vis de la Horde d'or[2].
- 1480-1481 : création de l'Inquisition espagnole et début de la persécution du judaïsme[3].

- 1481-1492 : guerres de Grenade[4].
- 1482 :
  - les Portugais atteignent le Congo[5].
  - le traité d’Arras met fin à la guerre de Succession de Bourgogne (1477-1482)[6].
- 1482-1484 : guerre de Ferrare ou guerre du sel entre la papauté et Venise pour le contrôle de Ferrare en Italie[7].
- 1483-1485 : échec des prédications de Savonarole pour le Carême à  San Lorenzo de Florence (1483) et à San Gimignano (1484-1485)[8].
- 1485 : fin de la guerre des Deux-Roses[9].
- 1485-1488 : guerre folle en France. La révolte contre la régence d'Anne de Beaujeu est écrasée à la  bataille de Saint-Aubin-du-Cormier[10].
- 1488 : les Portugais doublent le cap de Bonne-Espérance[11].
- 1489-1491 : guerre de Bretagne, qui marque la fin de l'indépendance du duché de Bretagne[12].

## Personnages significatifs
- Anne de Bretagne
- Anne de France
- Bahlul Lodi
- Bayezid II
- Bartolomeu Dias
- Casimir IV Jagellon
- Catherine Cornaro
- Charles VIII de France
- Diogo Cão
- Eskender
- Étienne III de Moldavie
- François II de Bretagne
- Ferdinand Ier de Naples
- Ferdinand II d'Aragon
- Frédéric III du Saint-Empire
- Girolamo Riario
- Guidobaldo Ier de Montefeltro
- Guillaume de La Marck
- Henri VII d'Angleterre
- Innocent VIII
- Isabelle Ire de Castille
- Ivan III de Russie
- Jean Ier de Danemark
- Jean II de Portugal
- Jérôme Savonarole
- Laurent de Médicis
- Louis XI de France
- Louis d'Orléans
- Ludovic Sforza
- Matthias Ier de Hongrie
- Maximilien Ier du Saint-Empire
- Mengli Giray
- Philippe le Beau
- Pierre Landais
- Richard III d'Angleterre
- Tomás de Torquemada
- Zizim